# Isvin
Isvin (engelsk: ice wine; tysk: Eiswein) er en type dessertvin der bliver produceret på druer der er frosset mens de stadig sidder på vinstokken. Dette gør at alt vandet i druen er frosset væk, og tilbage er kun det naturlige sukker- og syreindhold. Det resulterer i en meget kompleks og sød vin. Druerne til isvin må kun høstes når de er frosset naturligt og temperaturen skal være på -8 grader eller derunder når de plukkes. Meget isvin bliver lavet på druerne Riesling, Vidal, Cabernet Franc og Cabernet Sauvignon, men der findes også isvin lavet på Shiraz, Merlot, Sangiovese samt andre.

## Producenter
Produktionen af isvin er begrænset til områder hvor der regelmæssigt forekommer de rette temperaturer. Områderne omkring Niagara Falls (Ontario, Canada) og Okanagon Valley (British Colombia, Canada) er hvor meget af verdens isvin bliver produceret, da de har det rette klima. Der bliver også produceret isvin i USA og mange europæiske lande, som f.eks. Tyskland, Østrig og Tjekkiet. Dog er produktionen af isvin i disse lande mere ustabil, da temperaturen ofte ikke når ned på de rette minusgrader. Canada står for 75% af verdens produktion af isvin.

### Canada
Den største producent af isvin er Pillitteri Estates Winery i Canada. Pillitteri har vundet adskillige priser for deres vine (deriblandt rød- og hvidvin) og deres isvin er berømt verden over. Inniskillin Wines bliver betegnet af mange som den mest kendte producent af isvin, og det var dem der for alvor fik isvin på det internationale marked, da de i 1991 vandt Grand Prix d’Honneur til Vinexpo i Frankrig med deres 1989 Vidal isvin.

### USA
Great Western Winery i Finger Lakes området i staten New York i USA producerede i 1981 USA's første isvin.

### Europa
I Tyskland kaldes isvin for Eiswein. Der findes flere forskellige vingårde i Tyskland som producerer isvin, men produktionen af isvin er ikke garanteret hvert år grundet svingende temperaturer.

## Smag og karakteristik
Isvin er en sød vin. Det høje naturlige sukkerindhold og indholdet af syre giver isvin en kompleks sammensætning og en lang finish der kan smages i flere minutter. Næsen er som regel domineret af pære, abrikos, fersken, honning, karamel osv. alt efter druesort. Ganen har tit en fyldig smag af mango, ananas, honning og andre tropiske frugter. Isvin har et mindre alkoholindhold (typisk mellem 9%-12%) end almindelig vin. Nogle Riesling-isvine fra Tyskland har endda helt ned til 6% alkoholindhold.

## Isvin i Danmark
Isvin har ikke for alvor vundet frem i Danmark. Der er ganske få importører og butikker, der forhandler det. Det er som regel nemmest at finde det i online-butikker, som har et større udvalg.

## Andre vintyper
- Rødvin, lavet på blå druer med skaller.
- Rosévin, lavet på blå druer, hvor skallerne bliver sorteret fra tidligt i gæringsprocessen eller rosévin eller rosévin kan også laves på rosévins drue sorter.
- Mousserende vin, hvidvin med brus. Champagne fra Reims.
- Hedvin, vin med højere alkoholindhold end de øvrige typer.
- Dessertvin, er søde vine, der typisk serveres til en dessert.

Typerne har så forskellige egenskaber, at de i praksis betragtes som forskellige drikke.